# Forteresse de Paule
La forteresse de Paule est un site archéologique de l'Âge du fer, situé dans le Sud de la commune de Paule, dans le département des Côtes-d'Armor, en Bretagne. Occupé par le peuple celte des Osismes du VIe au Ier siècle av. J.-C., le site a évolué d’une résidence fortifiée jusqu'à devenir un oppidum, avant d’être abandonné après la conquête romaine de la Gaule.

## Historique
Le site a été fouillé entre 1988 et 2001.

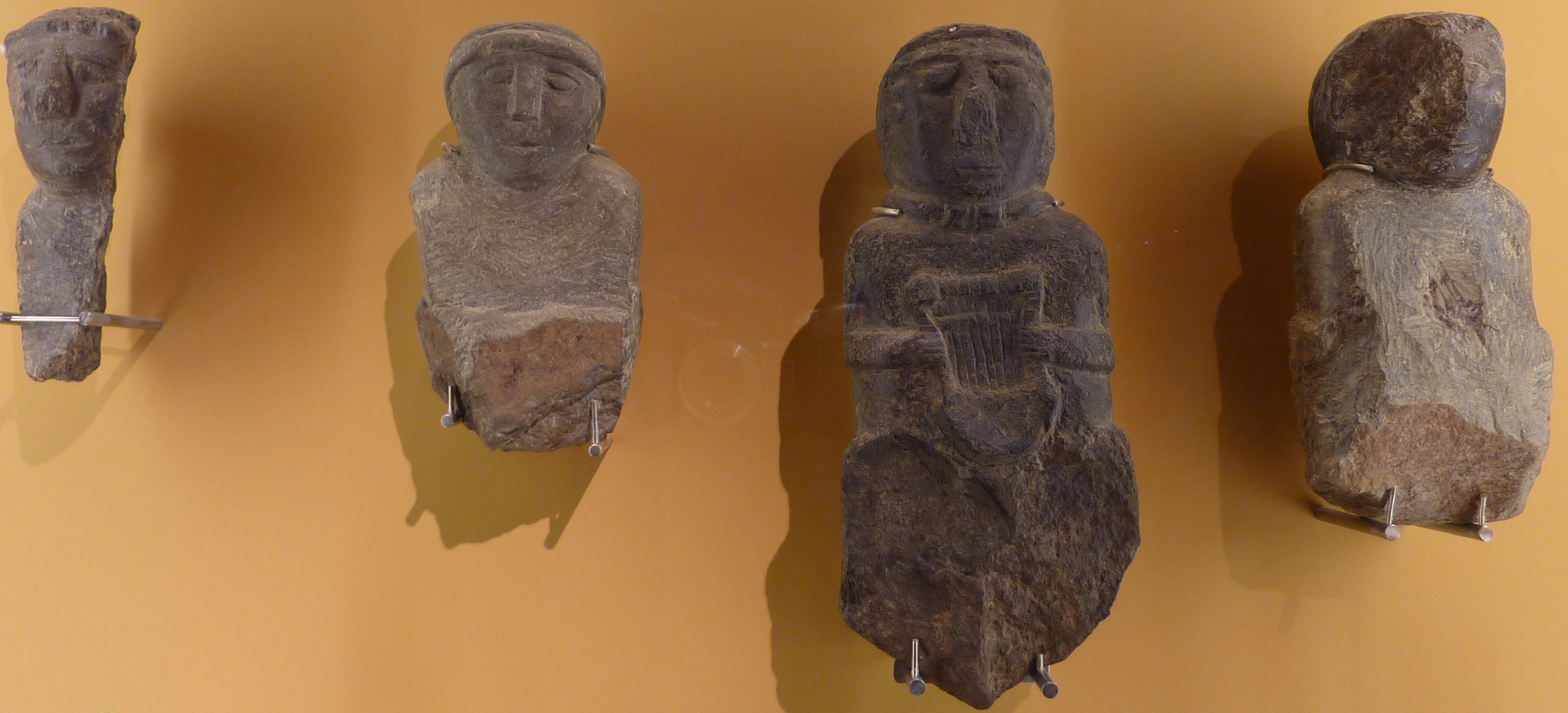
Forteresse de Paule : statues du Second âge du fer (Musée de Bretagne, Rennes)

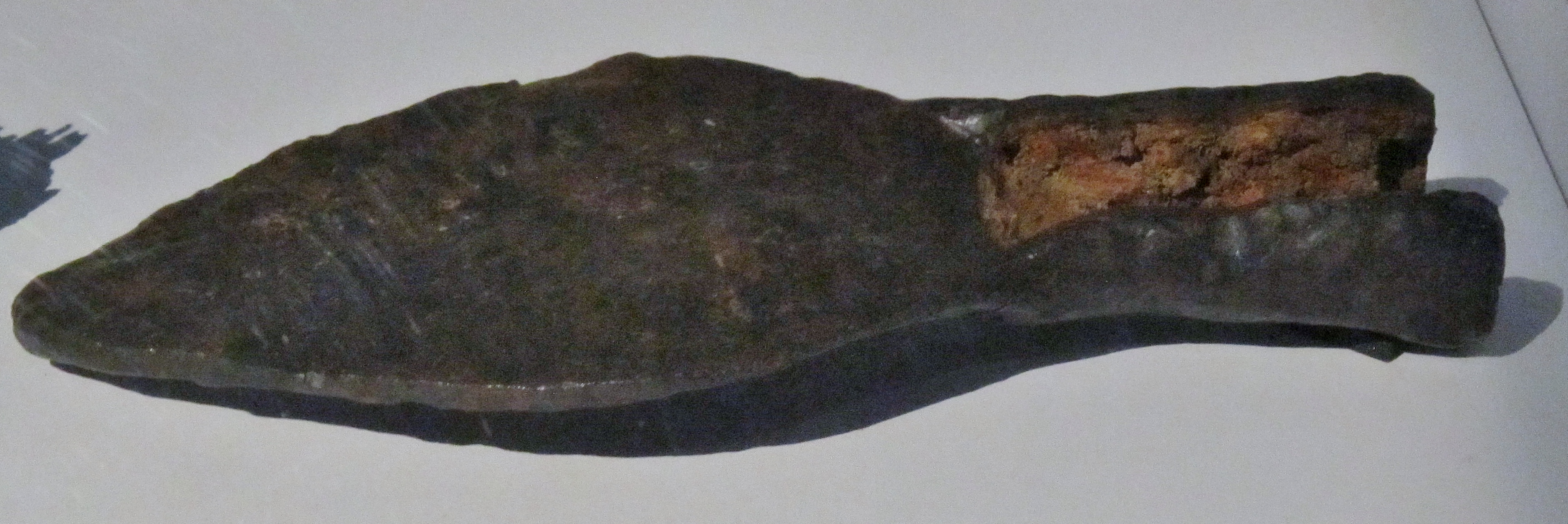
Soc d'araire datant du IX trouvé près du site (exposé au musée de l'abbaye Saint-Guénolé de Landévennec lors de l'exposition temporaire "La Bretagne au t2emps des rois", en 2018).

## Chronologie
Dès le Ve siècle av. J.-C. au moins se trouvait là une ferme fortifiée, ceinte d'un enclos carré de 30 m de côté, délimité par une palissade. Un autre enclos plus petit, lui aussi de forme carrée, situé à proximité, abritait le cimetière familial. Cette ancienne ferme fortifiée, par la suite transformée en forteresse à multiples fossés et remparts, fut la résidence assez luxueuse d'une famille aristocratique des IIe et Ier siècle av. J.-C.
- Fin du VIe siècle av. J.-C. : fondation d’une résidence (habitation et ateliers) sur un espace d’un hectare, entouré d'un talus et d’un fossé. À l’origine, il s’agit probablement d’une résidence aristocratique[2].
- IIIe siècle av. J.-C. : agrandissement du site. Construction de nouvelles dépendances, de deux tours d'angle et de quatre tours portières. Deux autres bâtiments sont construits, accolés au rempart, et des souterrains sont creusés. Le fossé qui ceint l'avant-cour est profond de 4 mètres.
- IIe siècle av. J.-C. : un important incendie endommage le site, qui est partiellement reconstruit et subit de profonds remaniements. Construction d’une nouvelle habitation, d’une grange, d’un entrepôt, d’une écurie. Le rempart et le fossé entourent un espace de 10 hectares.
- Ier siècle av. J.-C. : évolution et agrandissement du site. Il occupe alors une surface de 30 hectares, ce qui l’assimile à un oppidum. Peu après la guerre des Gaules, le site est abandonné au profit de Vorgium (Carhaix-Plouguer) et les bâtiments tombent en ruines.

Selon l’archéologue Yves Ménez, conservateur en chef du Service régional de l'archéologie, qui a supervisé le chantier de fouilles, le site pourrait avoir été une des premières villes de Bretagne.

## Description
Les fondations d'un vaste bâtiment édifié vers 150 av. J.-C. (une vingtaine de trous correspondant aux fosses d'implantation des poteaux qui supportaient la charpente ont été trouvés) se trouvent dans un enclos délimité par un talus et une palissade : il s'agit probablement d'un grenier sur pilotis.

## Vestiges archéologiques
Quatre statues ont été trouvées sur le site, dont celle d'un personnage masculin paré d'un torque en tôle d'or, signe de bravoure et de dignité, et assis jambes croisées, qui tient plaquée contre son torse une lyre à sept cordes (hauteur : 48 centimètres, IIe siècle av. J.-C.). La lyre permet de supposer qu’il s’agit d’un barde, c’est-à-dire un membre de la classe sacerdotale des Celtes au même titre que le druide, spécialisé dans l’histoire et la généalogie (lignage des souverains et des familles nobles), la poésie (mythologie et épopées), la louange, la satire et le blâme (gouvernement de la société).
On a également trouvé de nombreux tessons d’amphores (5 000 tessons représentant 350 récipients), qui attestent du commerce de vin avec l’Italie, et des restes de bronze, de fer et d’or, issus d'ateliers locaux de métallurgie.
Yves Ménez pense que Paule était le centre d'activités commerciales notables, et que les dirigeants du site avaient un statut social élevé (de grands aristocrates gaulois osismes).